# Rouillac (Charente)
Rouillac es una comuna nueva francesa situada en el departamento de Charente, de la región de Nueva Aquitania.

## Historia
Fue creada el uno de enero de 2016, en aplicación de una resolución del prefecto de Charente de 25 de septiembre de 2015 con la unión de las comunas de Plaizac, Rouillac y Sonneville, pasando a estar el ayuntamiento en la antigua comuna de Rouillac.
El 1 de enero de 2019 absorbe la comuna de Gourville.

## Demografía
Según los datos aportados en la última resolución del prefecto de Charente, la comuna pasa a tener 3029 habitantes.

## Composición
| Comuna fusionada | Código INSEE | Población (2013) | Superficie (km²) | Densidad (hab./km²) |
| ---------------- | ------------ | ---------------- | ---------------- | ------------------- |
| Gourville        | 16156        | 635 (2014)       | 12.92            | 49                  |
| Plaizac          | 16262        | 150              | 3.98             | 38                  |
| Rouillac         | 16286        | 1903             | 29.28            | 65                  |
| Sonneville       | 16371        | 230              | 10.43            | 22                  |